# Яворски, Чет
Честер С. «Чет» Яворски (англ. Chester S. "Chet" Jaworski; 8 ноября 1916, Вустер, штат Массачусетс, США — 16 октября 2003, Вустер, штат Массачусетс, США) — американский баскетболист, запомнившийся своими выступлениями на студенческом уровне. Играл на позиции лёгкого форварда и тяжёлого форварда.

## Ранние годы
Чет Яворски родился 8 ноября 1916 года в городе Вустер (штат Массачусетс), учился там же в коммерческой средней школе, в которой играл за местную баскетбольную команду.

## Студенческая карьера
В 1939 году закончил Род-Айлендский университет, где в течение четырёх лет играл за команду «Род-Айленд Рэмс», в которой провёл успешную карьеру, набрав в итоге 1426 очков в 81-й игре (17,6 очка в среднем за игру). При Яворски «Рэмс» первые два сезона выступали в конференции Independent, а вторые два — в конференции Yankee, по два раза выиграв регулярный чемпионат и турнир конференции Yankee (1938—1939), но ни разу разу не выходив в плей-офф студенческого чемпионата США. В декабре 1938 года установил личный рекорд, набрав в одном матче 44 очка.
В сезонах 1937/1938 и 1938/1939 годов Чет становился самым результативным игроком студенческого чемпионата NCAA, набрав 441 и 475 очков в 21-й игре (21,0 и 22,6 очка в среднем за игру соответственно), но в сезонах 1935/1936—1946/1947 годов статистика составлялась Национальным баскетбольным комитетом официального баскетбольного справочника, который не был наделён полномочиями NCAA, поэтому результаты тех лет считаются неофициальными. В 1939 году Чет Яворски признавался баскетболистом года среди студентов по версии Helms Foundation, а также включался в 1-ю всеамериканскую сборную NCAA, став первым баскетболистом «Род-Айленд Рэмс», удостоенным этой награды.
Кроме того Яворски три года играл за бейсбольную студенческую команду, а также один год — за футбольную, но без особого успеха. В 1973 году он был включён в Спортивный Зал Славы университета Род-Айленда, а в 2009 году — в Баскетбольный Зал Славы Новой Англии.

## Смерть
Чет Яворски умер в четверг, 16 октября 2003 года, на 87-м году жизни в городе Вустер (штат Массачусетс).